# Warner Bros. Television Group
Warner Bros. Television Group (operando sob o nome de Warner Bros. Television; anteriormente conhecido como Warner Bros. Television Division e Warner Bros. Television Productions) é um estúdio de produção e distribuição de televisão americana da divisão Warner Bros. Television Group da Warner Bros. (ambos de propriedade da Warner Bros. Discovery). Juntamente com o braço de televisão da Paramount Global, CBS Studios, serve como braço de produção de televisão da The CW (no qual a Warner Bros. Discovery tem 50% de participação), DC Comics e braço de distribuição da HBO, Cartoon Network e Adult Swim, também produziu programas para outras redes, como Blindspot na NBC, The Mentalist na CBS e The Cleaning Lady na Fox, bem como produziu programas para outros serviços de streaming, como Netflix e Apple TV+.
A partir de 2015, é uma das duas maiores empresas de produção de televisão do mundo medidas por receita e biblioteca (junto com a Sony Pictures Television).

## Produções
- Cheyenne (1955-1963)
- Maverick (1957-1962)
- Sugarfoot (1957-1960)
- Colt .45 (1957-1960)
- 77 Sunset Strip (1958-1964)
- Lawman (1958-1962)
- The Alaskans (1959-1960)
- Bourbon Street Beat (1959-1960)
- Hawaiian Eye (1959-1963)
- Surfside ouinn6 (1960-1962)
- The Roaring Twenties (1960-1962)
- Room for One More (1962)
- The Gallant Men (1962-1963)
- No Time For Sergeants (1964-1965)
- F Troop (1965-1967)
- The F.B.I. (1965-1974)
- Kung Fu (1972-1975)
- Wonder Woman (1975-1979)
- Alice (1976-1985)
- Dallas (1978-1991) (episódios de Lorimar Television)
- The Dukes of Hazzard (1979-1985)
- Love, Sidney (1981-1983)
- Scarecrow and Mrs. King (1983-1987)
- V (1984-1985)
- Night Court (1984-1992)
- Growing Pains (1985-1992)
- Spenser For Hire (1985-1988)
- Alf (1986-1990) (distribuição internacional)
- My Sister Sam (1986-1988)
- Head of the Class (1986-1991)
- Full House (1993-1995), (1987-1988) episodes from Lorimar-Telepictures, (1988-1993) episodes from *Lorimar Television.
- Freddy's Nightmares (1988-1990)
- Murphy Brown (1988-1998)
- Just the Ten of Us (1988-1990)
- Tales from the Crypt (1989-1996)
- Family Matters (1993-1998) (1989-1993) episódios de Lorimar Television.
- Life Goes On (1989-1993)
- The Fresh Prince of Bel-Air (1990-1996) (distribuição desde 1994)
- The Flash (1990-1991)
- Sisters (1993-1996) (1991-1993) episódios de Lorimar Television.
- Step By Step (1993-1998) (1991-1993) episódios de Lorimar Television.
- Hangin' with Mr. Cooper (1993-1997) (1992-1993) episódios de Lorimar Television.
- Living Single (1993-1998)
- ER (1994-2009)
- Friends (1994-2004)
- Babylon 5 (1993-1998)
- MADtv (1995-2009)
- The Drew Carey Show (1995-2004)
- The Wayans Bros. (1995-2000)
- The Parent 'Hood (1995-2000)
- Two of a Kind (1998-2000)
- Brimstone (1998-1999)
- Sex and the City (1998-2004) (distr.)
- Jesse (1998-2000)
- The West Wing (1999-2006)
- Queer as Folk (2000-2005) (com Showtime Networks)
- Gilmore Girls (2000-2007)
- Smallville (2001-2011)
- The Nightmare Room (2001-2002)
- Without a Trace (2002-2009)
- Birds of Prey (2002-2003)
- What I Like About You (2002-2006)
- Everwood (2002-2006)
- Two and a Half Men (2003-2015)
- The O.C. (2003-2007)
- One Tree Hill (2003-2012)
- Cold Case (2003-2010) (Co-produzido com CBS Media Ventures)
- Joey (2004-2006)
- Veronica Mars (2004-2007, 2019)
- Twins (2005-2006)
- The Closer (2005-2012)
- The War at Home (2005-2007)
- Supernatural (2005-2020)
- The Class (2006-2007)
- The New Adventures of Old Christine (2006-2010)
- Studio 60 on the Sunset Strip (2006-2007)
- Gossip Girl (Co-produzido com CBS Television Studios) (2007-2013)
- The Big Bang Theory (2007-2019)
- Aliens in America (Co-produzido com CBS Television Studios) (2007-2008)
- Life Is Wild (Co-produzido com CBS Television Studios) (2007-2008)
- Pushing Daisies (2007-2009)
- Chuck (2007-2012)
- Terminator: The Sarah Connor Chronicles (Co-produzido com C2-Pictures) (2008-2009)
- Fringe (Co-produzido com Bad Robot) (2008-2013)
- The Mentalist (2008-2015)
- Southland (Co-produzido com John Wells Productions) (2009-2013)
- Dark Blue (Warner Horizon Television) (2009-2010)
- The Middle (2009-2018)
- Eastwick (2009)
- Hank (2009)
- The Beautiful Life: TBL (2009)
- The Vampire Diaries (Co-produzido com CBS Television Studios) (2009-2017)
- V (2009-2011) (Co-produzido com ABC Studios; WB tem os direitos de distribuição fora dos EUA)
- Human Target (2010-2011)
- Past Life (2010)
- Nikita (2010-2013)
- Pretty Little Liars (Warner Horizon Television) (2010-2017)
- Mike & Molly (2011-2016)
- 2 Broke Girls (2011-2017)
- Person of Interest (2011-2016)
- Hart of Dixie (2011-2015) (Co-produzido com CBS Television Studios)
- Shameless (2011- 2021) (Co-produzido com Showtime Productions)
- The Secret Circle (2011-2012) (Co-produzido com CBS Studios Television)
- Alcatraz (2012)
- Major Crimes (2012-2018)
- Arrow (Co-produzido com The CW) (2012-2020)
- 666 Park Avenue (2012-2013)
- Revolution (2012-2014) (com Bad Robot)
- Mom (2013-2021)
- The Originals (2013-2018)
- The Following (2013-2015)
- Constantine (2014-2015)
- A to Z (2014-2015)
- Gotham (2014-2020)
- The Flash (2014-2023)
- The 100 (Co-produzido com The CW) (2014-2020)
- Supergirl (2015-2021)
- Legends of Tomorrow (2016-2022)
- Animal Kingdom (2016-2022)
- 11.22.63 (2016)
- Fuller House (2016-2020)
- Lucifer (2016-2021)
- Rush Hour (2016)
- Disjointed (2017-2018)
- Riverdale (2017-2023)
- Claws (2017-2022)
- Young Sheldon (2017-2024)
- Castle Rock (2018-2019)
- You (2018-presente)
- Manifest (2018-2023) (Co-produzido com Universal Television)
- Chilling Adventures of Sabrina (2018-2020)
- All Americans (2018-presente) (Co-produzido com CBS Studios)
- Titans (2018-2023)
- Legacies (2018-2022)
- Pennyworth (2019-2022)
- All Rise (2019-presente)
- Prodigal Son (2019-2021)
- Batwoman (2019-2022)
- Watchmen (2019) (com Paramount Television)
- Stargirl (2020-2022)
- Ted Lasso (2020-2023) (com Universal Television)
- B Positive (2020-present)
- The Flight Attendant (2020-2022)
- Call Me Kat (2021-presente) (com Fox Entertainment)
- Superman & Lois (2021-presente)
- United States of Al (2021-presente)
- Kung-Fu (2021-presente)
- Sweet Tooth (2021-2024)
- Gossip Girl (2021-2023) (com CBS Television Studios)
- Abbott Elementary (2021-presente) (com 20th Television)
- The Cleaning Lady (2022-presente) (com Fox Entertainment)
- The Sandman (2022-presente)
- Pivoting (2022)
- The Kings of Nappa (2022-presente)
- Peacemaker (2022-presente)
- All Americans: Homecoming (2022-presente) (com CBS Television Studios)
- Shining Vale (2022-presente) (com Lionsgate Television)
- Night Court (2023-presente)
- Dead Boy Detectives (2024)
- The Penguin (2024-presente)